# Robert Whittaker (Botaniker)
Robert Harding Whittaker (* 27. Dezember 1920 in Wichita, Kansas, USA; † 20. Oktober 1980) war ein US-amerikanischer Botaniker und Klimatologe. Sein offizielles botanisches Autorenkürzel lautet „Whittaker“.

## Leben
Whittaker studierte zunächst ab 1938 am Washburn Municipal College (heute Universität) in Topeka (Kansas), wo er 1942 den Grad eines Bachelor of Arts in Biologie und Sprachen erwarb. Nach dem Militärdienst als Army-Air Force weather observer and forecaster studierte er ab 1946 an der University of Illinois, wo er eineinhalb Jahre später zum Ph.D. promoviert wurde.
Whittaker wirkte als Professor an der Cornell University in Ithaca und war Vizepräsident der Ecological Society of America. 1975 wurde er in die National Academy of Sciences, 1979 in die American Academy of Arts and Sciences aufgenommen.

## Arbeit
Whittaker befasste sich in etwa 130 Publikationen insbesondere mit den theoretischen Grundlagen und Methoden der Gradientenanalyse. Zudem setzte er sich für die Wiederbelebung des „Individualistic community approach“ und der Kontinuum-Hypothese von Henry Gleason (1926, 1939) ein und beeinflusste auf diese Weise die Vegetationskunde nicht nur in den angloamerikanischen Ländern über Jahrzehnte. Er gehörte zu den ersten Ökologen, die sich mit den Vor- und Nachteilen von diskreten bzw. indiskreten Grenzen in der Landschaftsökologie auseinandersetzten. Whittaker argumentierte für indiskrete Grenzen, weil fließende Übergänge den natürlichen Bedingungen viel näher kämen. Die weltweite Anwendung der numerischen, multivariaten Methoden in der Vegetationskunde erlebte den Durchbruch erst vor diesem theoretischen Hintergrund. In Kombination mit modernen statistischen Software-Paketen bilden sie heute die Grundlage für viele Habitatmodellierungen in der Ökologie.

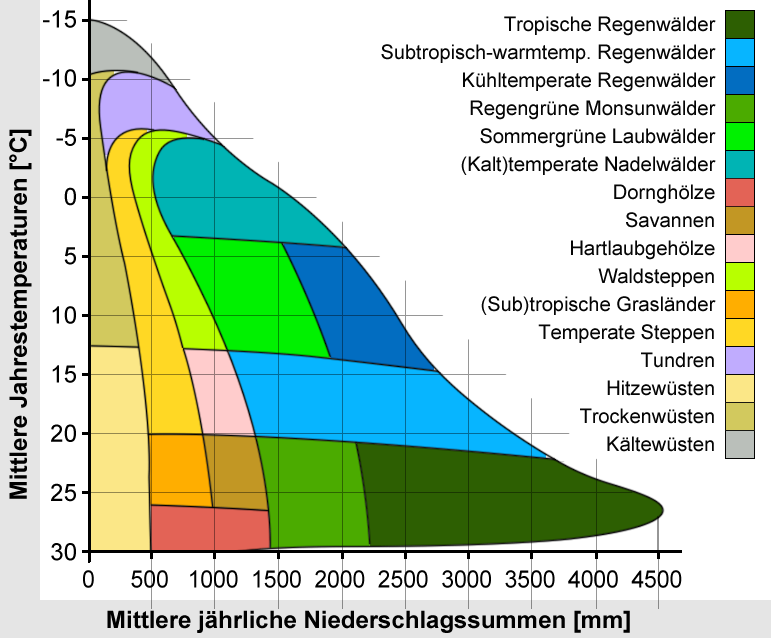
Eine häufig in Fachliteratur abgebildete Form einer Zuordnung der globalen terrestrischen Pflanzenformationen nach jährlicher Lufttemperatur und Niederschlagssummen geht auf Pierre Dansereau (1957) zurück, den Whittaker 1970 überarbeitet hat. Die verwendeten Daten entsprechen jedoch nicht mehr der heutigen Datenlage.

1957 hat Whittaker die Biome in ein Temperatur-Niederschlags-Diagramm eingeordnet. Dabei werden die beiden Klimafaktoren im ersten Quadranten eines XY-Koordinatensystems aufgetragen, der in unterschiedliche Bereiche aufgegliedert ist, die wiederum die unterschiedlichen Vegetationszonen charakterisieren. Mit den entsprechenden Diagrammen kann bei einer bestimmten Temperatur und einer bestimmten Niederschlagssumme die entsprechende Vegetationszone abgelesen werden.
So findet man beispielsweise in Regionen mit hohen Temperaturen und wenig Niederschlag die heißen Wüsten, in Gebieten mit hohen Temperaturen und hoher Niederschlagssumme die immergrünen tropischen Regenwälder und in Gegenden mit tiefen Temperaturen und geringem Niederschlag die alpinen und arktischen Tundren. Whittaker bemühte sich um die Annäherung der Ordinations- und Klassifikationsmethoden und somit um die Vereinigung der kontinentaleuropäischen und amerikanischen Vegetationskunde.
Whittaker schlug 1969 in der biologischen Systematik die Erweiterung auf fünf Reiche vor:
| Haeckel (1894) Drei Reiche | Whittaker (1969) Fünf Reiche | Woese (1977) Sechs Reiche | Woese (1990) Drei Domänen |
| -------------------------- | ---------------------------- | ------------------------- | ------------------------- |
| Protista                   | Monera                       | Eubacteria                | Bacteria                  |
| Protista                   | Monera                       | Archaebacteria            | Archaea                   |
| Protista                   | Protista                     | Protista                  | Eukarya                   |
| Plantae                    | Fungi                        | Fungi                     | Eukarya                   |
| Plantae                    | Plantae                      | Plantae                   | Eukarya                   |
| Animalia                   | Animalia                     | Animalia                  | Eukarya                   |

## Publikationen
- Whittaker, Robert H. (1956): Vegetation of the Great Smoky Mountains. Ecological Monographs 26 (1), 1–80. PDF.
- Whittaker, Robert H. (1972): Evolution and measurement of species diversity. Taxon 21 (2/3), 213–251.
- Whittaker, Robert H. (1975): Communities and ecosystems. 2nd revised edition. Macmillan.